# Temple d'Amon (Deir el-Médineh)
Pour les articles homonymes, voir Temple d'Amon.
Le temple d'Amon de Deir el-Médineh est un temple de l'Égypte antique situé dans la nécropole thébaine, sur la rive ouest du Nil, dans le village antique de Deir el-Médineh. Il est aujourd’hui en ruine.

## Description
Le temple d'Amon de Deir el-Médineh est situé au nord de Deir el-Médineh, dans une zone occupée par de nombreux autres temples. Construit contre la pente de la colline de Gournet Mourraï, il fait directement face au temple ptolémaïque d'Hathor.
Le temple est orienté selon un axe nord-ouest/sud-est. Il se composait d'une cour extérieure accessible par une volée de marche, faisant face à un pylône. Après la cour, deux marches en calcaire donnaient accès au vestibule. Ce vestibule contenait deux colonnes au centre et des bancs étaient placés contre les murs nord et sud. Après le vestibule, une autre série de marches menait à une salle voûtée. Le mur sud comprenait une niche qui pouvait contenir une stèle. Après encore six marches, on accédait au pronaos puis aux trois chapelles du naos dédiées à Amon et au reste de la triade de Thèbes. Le temple comprenait également un second ensemble vestibule/salle intérieur/chapelle construit le long du mur nord, sur le même axe que le reste du temple.

## Histoire
Le temple d'Amon a été construit par le pharaon Ramsès II. Après la première phase de construction, le temple fut modifié par la transformation d'une cour extérieure en ce qui est aujourd'hui le vestibule et par l'ajout de la cour extérieure actuelle. C'est aussi durant la seconde phase que fut ajouté l'ensemble vestibule/salle intérieur/chapelle de la face nord. Le mur nord du vestibule fut percé pour permettre l'accès à ce nouvel ensemble.
Le temple d'Amon de Deir el-Médineh a été fouillé dans les années 1939-1940 par une équipe de l'Institut français d'archéologie orientale dirigée par Bernard Bruyère. Une statue du vizir Panéhésy fut découverte dans une des chapelles.